# Pakistanische Cricket-Nationalmannschaft in Sri Lanka in der Saison 1996/97
Die Tour der pakistanischen Cricket-Nationalmannschaft nach Sri Lanka in der Saison 1996/97 fand vom 19. bis zum 30. April 1997 statt. Die internationale Cricket-Tour war Bestandteil der Internationalen Cricket-Saison 1996/97 und umfasste zwei Tests. Die Serie endete 0–0 unentschieden.

## Vorgeschichte
Beide Mannschaften spielten zuvor zusammen mit Simbabwe ein Drei-Nationen-Turnier in den Vereinigten Arabischen Emiraten.
Das letzte Aufeinandertreffen der beiden Mannschaften bei einer Tour fand in der Saison 1995/96 in Pakistan statt.

## Stadien
Die folgenden Stadien wurden für die Tour als Austragungsort vorgesehen.
| Stadion                            | Stadt   | Kapazität | Spiele  |
| ---------------------------------- | ------- | --------- | ------- |
| R. Premadasa Stadium (RPS)         | Colombo | 35.000    | 1. Test |
| Sinhalese Sports Club Ground (SSC) | Colombo | 10.000    | 2. Test |

## Kaderlisten
Die folgenden Kader wurden von den Mannschaften benannt.
| Test | Test |
| Sri Lanka | Pakistan |
| --- | --- |
| - Russel Arnold - Marvan Atapattu - Aravinda de Silva - Sajeewa de Silva - Kumar Dharmasena - Sanath Jayasuriya - Ruwan Kalpage - Romesh Kaluwitharana - Muttiah Muralitharan - Arjuna Ranatunga - Jayantha Silva - Hashan Tillakaratne - Chaminda Vaas - Nuwan Zoysa | - Asif Mujtaba - Ijaz Ahmed - Inzamam-ul-Haq - Mohammad Zahid - Moin Khan - Mushtaq Ahmed - Rameez Raja - Saleem Elahi - Saleem Malik - Saqlain Mushtaq - Shahid Nazir |

## Tests

### Erster Test in Colombo
| 19. – 23. April Scorecard | Colombo (RPS) | Sri Lanka 330 (122.2) & 423-8d (155.1) | – | Pakistan 378 (159.5) |
|                           |               | Remis                                  |   |                      |

### Zweiter Test in Colombo
| 26. – 30. April Scorecard | Colombo (SSC) | Sri Lanka 331 (112) & 386-4d (95.5) | – | Pakistan 292 (108.3) & 285-5 (95) |
|                           |               | Remis                               |   |                                   |